# هنري تشورلي
هنري تشورلي (بالإنجليزية: Henry Fothergill Chorley)‏ هو أديب إنجليزي وفنان وناقد موسيقي وكاتب ومُحرر، وأيضًا مؤلف روايات وشعر ومؤلف أغاني، وُلد في 15 ديسمبر 1808 وتوفي في 16 فبراير 1872.
كان هنري تشورلي غزير الإنتاج وموسيقي هام وناقد أدبي، وكتب الموسيقى على نطاق واسع في لندن وفي أوروبا بأسرها، ولكن كانت أعماله الأوبرالية ومؤلفاته الخيالية أقل نجاحًا من بين أعماله الأدبية والفنية.

## روابط خارجية
- هنري تشورلي على موقع ميوزك برينز (الإنجليزية)